# Оскарви
Оскарви — пресноводное озеро на территории Эссойльского сельского поселения Пряжинского района Республики Карелии.

## Общие сведения
Площадь озера — 2,1 км², площадь водосборного бассейна — 24,4 км². Располагается на высоте 110,5 метров над уровнем моря.
Форма озера продолговатая: оно более чем на два километра вытянуто с северо-запада на юго-восток. Берега каменисто-песчаные, местами заболоченные.
С южной стороны Оскарви вытекает река Оскельма, впадающая в Сямозеро, из которого берёт начало река Сяпся, впадающая в Вагатозеро. Через последнее протекает река Шуя.
В озере расположено не менее пяти небольших безымянных островов, сосредоточенных преимущественно ближе к северо-западной оконечности водоёма.
Населённые пункты и автодороги вблизи водоёма отсутствуют. У юго-восточной оконечности располагается урочище Оскарви на месте покинутой одноимённой деревни.
Код объекта в государственном водном реестре — 01040100111102000017235.